# Violaxantină
Violaxantina este un pigment natural galben-portocaliu din clasa xantofilelor, întâlnit într-o varietate de specii vegetale, în special în speciile de Viola. Compusul este biosintetizat de la zeaxantină în urma unei reacții de epoxidare. Este utilizat pe post de colorant alimentar și are numărul E161e, însă nu este aprobat pentru uz în România sau UE, dar aprobat în Australia și Noua Zeelandă.